# Haga (Göteborg)

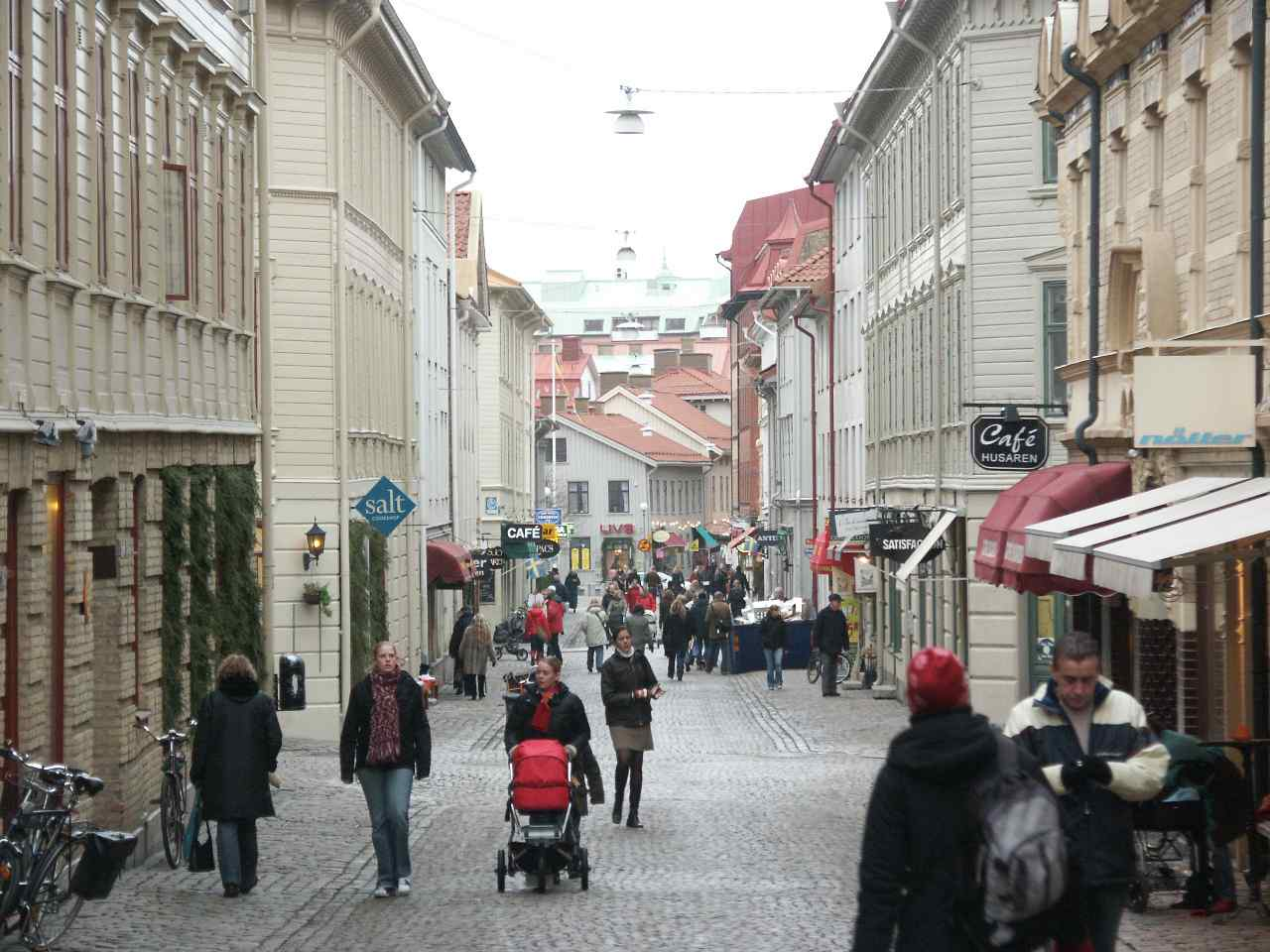
Fußgängerzone Haga Nygata

Haga ist ein Stadtviertel der schwedischen Stadt Göteborg. Es ist bekannt für seine pittoresken Holzhäuser und Cafés im Stil des 19. Jahrhunderts. Ursprünglich ein Vorort für die Arbeiterklasse mit schlechtem Ruf, entwickelte sich Haga nach und nach zu einem populären Ort für Touristen und Einheimische. Während der 1980er Jahre wurde das Viertel grundlegend saniert. Dabei wurden die Häuser entweder renoviert oder abgerissen und durch postmoderne Nachbildungen ersetzt.
Heute leben in Haga etwa 4000 Menschen, hundert Jahre zuvor waren es noch 15000, ein Indikator für den Gentrifizierungsprozess, den das Viertel durchlaufen hat. Haga ist zudem eine Kirchengemeinde mit denselben Grenzen wie das Viertel. Es ist damit, der Fläche nach, die kleinste Kirchengemeinde Schwedens.

## Geschichte
Das Viertel wurde Mitte des 17. Jahrhunderts auf Geheiß von Königin Christina errichtet. Haga wurde damit Göteborgs erster Vorort. Ursprünglich wurde verfügt, dass das Gebiet zerstört werden kann, für den Fall, dass das Land von der Krone gebraucht würde oder im Falle einer Stadtbelagerung, da sich der Bezirk außerhalb der Stadtmauern befand. In den 1690ern wurde diese Anordnung angewandt und 34 Häuser wurden abgerissen, um einen geschützten Gang, eine Kaponniere, von der Stadtmauer bis zur Festung Skansen Kronan zu errichten.
Erst in den 1840er Jahren etablierten sich neue Industrien in Göteborg, was zu einem Zufluss an Arbeitern führte und Haga zum ersten Arbeiterviertel in dem Gebiet machte. Dies führte zu einem Wohnraummangel während der 1870er Jahre und der Errichtung weiterer Arbeiterviertel, um des rapiden Bevölkerungswachstums Herr zu werden. Nach einer weitreichenden Ausdehnung des Viertels begann in den 1920ern ein Rückgang der Bevölkerung. Viele Betriebe wurden geschlossen und Haga entwickelte sich zu einem Wohngebiet.
Ein Neuentwicklungsplan sah 1962 den Abriss der alten Gebäude im Bezirk vor. Dies führte 1970 zur Gründung der Haga-Gruppe, die sich für den Erhalt der ursprünglichen Architektur einsetzte. Zwischen 1973 und 1977 nahmen die Abrissarbeiten aufgrund lokaler Widerstände ab und manche Gebäude wurden sogar durch lokale Behörden renoviert.
Koordinaten: 57° 41′ 52,6″ N, 11° 57′ 21,1″ O